# 공유경제
공유경제(共有經濟, 영어: sharing economy)는 물품을 소유의 개념이 아닌 서로 대여해 주고 차용해 쓰는 개념으로 인식하여 경제활동을 하는 것을 가리키는 표현이다. 현재는 "물건이나 공간, 서비스를 빌리고 나눠 쓰는 인터넷과 스마트폰 기반의 사회적 경제 모델"이라는 뜻으로 많이 쓰인다.
인터넷과 SNS가 발달함에 따라 시공간의 제약없이도 공유경제가 확산될 수 있었으며, 자신이 소유하고 있는 것을 타인과 공유, 교환, 대여함으로써 그 가치를 창출해낼 수 있는 협력적 소비의 일종이다.
공유 경제는 사회경제적 체계이다. 그 체계에 의해서, 제조, 생산, 분배, 재화의 교환과 소비, 그리고 서비스에 있어서 소비자들은 공유한다. 이 체계들은 다양한 형태들을 취하는데, 정보 기술을 그리고 인터넷, 특히 디지털 플래폼들을 자주 사용하면서 말이다. 이 체계들은 재화와 서비스에 있어서 잉여 생산 능력의 분배, 공유 그리고 재사용을 촉발한다. 그것은 보통 책 빌려주는 도서관들의 개념에 기반하는, 비영리 단체들에 의해서 촉발될 수 있다. 비영리 단체들에서, 재화와 서비스는 무료로 (혹은 때때로 간단한 구독으로) 혹은 상업적 법인들에 의해서 공급된다.

## 역사

'공유경제' - 마틴 와이츠먼

1984년, 하버드대학교의 마틴 와이츠먼 교수가 '공유 경제 : 스태그플레이션을 정복하다'라는 논문을 펴냄으로써, 공유경제의 개념이 처음으로 등장했다. 1985년 즈음에는 미국의 스태그플레이션에 저항할 대책으로 공유경제를 내세우며, '공유 경제'라는 책을 출간하였다. 
최근에 쓰이는 공유경제의 뜻과 비슷한 뜻으로 쓰인 본격적인 시기는 2002년으로, 에잔 맥카이 몬트리얼대학교 명예교수의 2002년 논문 '지적재산과 인터넷: 공유의 공유'에서 GNU/리눅스를 언급하며 등장한다. 
2008년 하버드대학교의 로렌스 레시그 교수가 공유경제가 무엇인지 가장 구체적으로 설명하였다. 레시그 교수는 '상업 경제'(Commercial Economy)를 대척점에 세워두고 문화에 대한 접근이 가격에 의해 규정되지 않고 사회적 관계의 복잡한 조합에 의해 규정되는 경제 양식을 의미한다고 공유경제를 정의했다. 또한 공유경제의 참여 동인을 ‘나 혹은 너’의 유익이라고 강조하여, 공유경제와 상업경제를 구분하는 기준점을 언급하였다. 
공유경제의 대표적 사례로 알려진, '에어비앤비'와 '우버'는 창업 초기 소유한 재산을 공유함으로써 자원의 낭비를 방지하는 데에 목적을 두었지만 최근에는 수익을 극대화하는 방향으로 운영을 하고 있어, 공유경제와 거리가 멀어졌다고 보고 있다. 2015년 10월, 서울에서 있던, 'CC 글로벌 써밋 2015' 기자간담회에서도 요하이 벤클러 교수는 '공유경제의 근본은 경제적 교환이 아니라 사회적 교환'이라고 하며, 공유경제와는 거리가 있다고 하였다.

이런 논란과 더불어 일각에선 최근 공유경제가 기술적인 발전에 따른 잠깐의 유행이였다는 주장도 나오고 있다.

## 공유경제 6조건
호주 노동당에서는 공유경제의 활성화를 위한 6가지 조건을 제시하였다.
1. 공유하려는 주된 자산은 본인의 소유여야 한다.
2. 새로운 서비스는 좋은 급료와 노동 환경을 제공해야 한다.
3. 모든 이들은 공정한 세금을 지불해야 한다.
4. 공공의 안전을 위해 적절한 보호 조치가 필요하다.
5. 모두에게 접근권이 열려있어야 한다.
6. 규칙에 따라 운영돼야 한다.

## 같이 보기
- 카셰어링